# Eddie Gossage
Pour les articles homonymes, voir Gossage.
William Edgar Gossage, né le 15 octobre 1958 à Nashville et mort le 16 mai 2024 à Southlake, est un dirigeant américain de sport automobile.

## Biographie
William Edgar Gossage naît le 15 octobre 1958 à Nashville, ses parents sont Howell Lee Gossage et Martha Lucile Gossage, il a un frère aîné, Jeff, et un frère cadet, Craig.
Il est diplômé de l'Université d'État de Middle Tennessee.
En 1992, il est un jeune directeur des relations publiques au Charlotte Motor Speedway lorsque, au cours d'une conférence de presse visant à promouvoir la première course nocturne des étoiles de la NASCAR, l'une de ses cascades met littéralement le feu aux cheveux de Bruton Smith.
Eddie Gossage meurt le 16 mai 2024 à Southlake, trois ans après avoir quitté le Texas Motor Speedway au terme d'une carrière de 25 ans en tant que responsable.